# Хюрехюр
Хюрехюр (лезг. Хуьрехуьр) —  село в Курахском районе Дагестана. Входит в состав сельского поселения Сельсовет «Курахский».

## Географическое положение
Расположено в 4 км к юго-западу от районного центра с. Курах на реке Кочхюрчай.

## Население
| 1895 | 1926 | 1939 | 1970 | 1989 | 2002 | 2010 |
| ---- | ---- | ---- | ---- | ---- | ---- | ---- |
| 377  | ↘360 | ↗391 | ↘355 | ↘270 | ↗361 | ↘353 |
| 2021 |      |      |      |      |      |      |
| ↘177 |      |      |      |      |      |      |

Моноэтническое лезгинское село.